# Long Sutton (Hampshire)
Long Sutton is een civil parish in het bestuurlijke gebied Hart, in het Engelse graafschap Hampshire.